# ルマン・LM03C

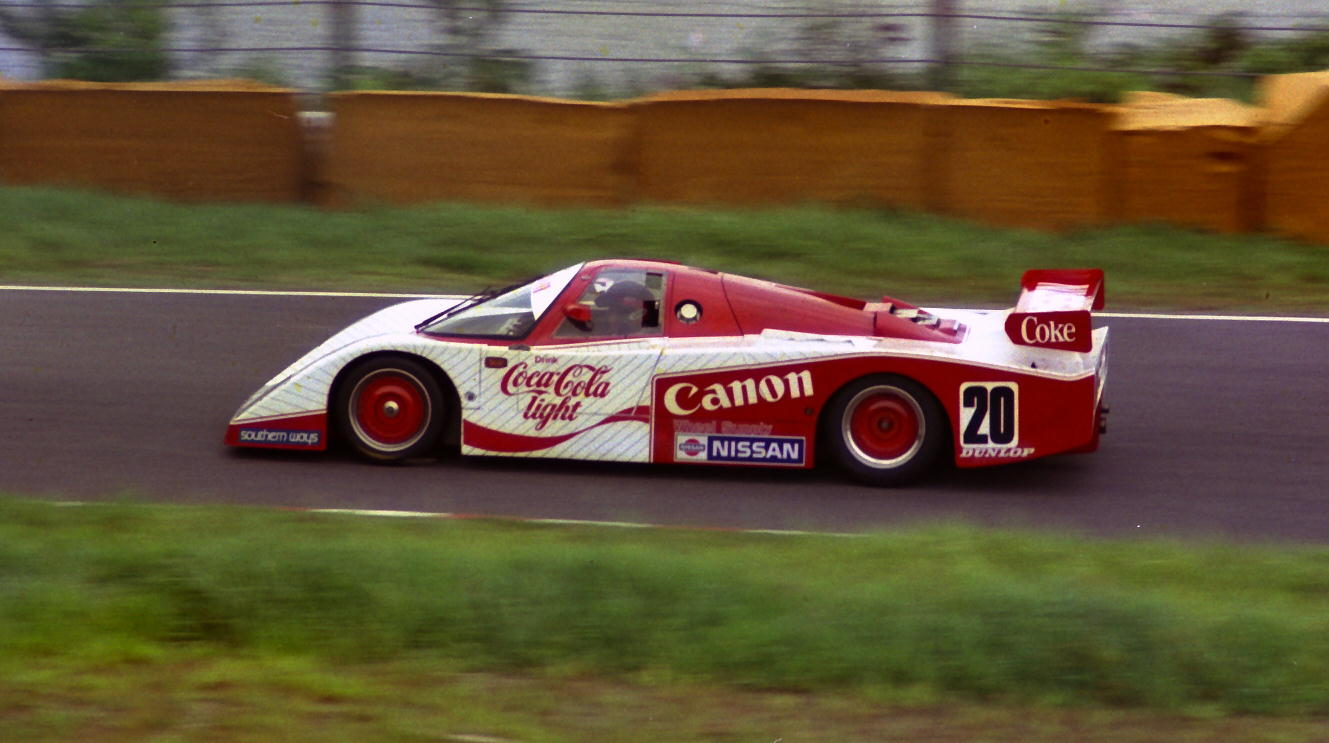
1984年8月26日、鈴鹿1000kmレース決勝を走るニッサンフェアレディZCコカコーラキヤノン。(ドライバー：和田孝夫)

ルマン・LM03Cは、1983年全日本耐久選手権（後のJSPC）、および富士ロングディスタンスシリーズ（富士LD）参戦用にルマンガレージ（現株式会社ルマン）が開発したグループCカー。

## 概要
エンジンは日産の2.1L 直列4気筒ターボ LZ20B型を搭載。スカイラインのシルエットフォーミュラ仕様をグループC規定に改造したスカイラインターボC（フロントエンジン）を除けば、日産エンジンを搭載する初のグループCカーである。シャシーの設計はルマン商会の望月一男、サスペンションの設計は同社の望月広光。※兄弟・親戚ではない。
ガレージルマンとしても初のグループCカーである。名称が「03」なのは、F2・GC兼用シャシー・サンダーLM39、スカイラインターボCに次ぐ同社3代目のレーシングマシンと言うことから。
1983年、全日本耐久選手権がスタートし、また前年から始まったWEC-JAPANにも参戦するため、日産はスーパーシルエットに同社の車両で参戦していたホシノレーシング、ハセミモータースポーツ、セントラル20にそれぞれエンジンと資金を提供する形で、グループCレースへ参入をスタートする。3チームは独自の手法で耐久レースへの参入することになる。ホシノレーシングはマーチ・エンジニアリング社製のプロトタイプレーシングカー、83Gを購入、ハセミモータスポーツは前年キャラミ9時間に参戦したスカイラインのシルエット仕様をグループC規定に改造、そしてセントラル20は国内コンストラクターのガレージルマン製のシャシーを導入することになる。空力デザインにおいては日産も協力し、同社の1/5風洞も使用された。
デビューレースは1983年富士1000km。ドライバーは柳田春人/和田孝夫で、セントラル20より赤いコカコーラカラーにカラーリングされエントリー。2戦目となる鈴鹿1000km前のテストで全損のクラッシュ。2号車でWEC-JAPANに出場するも、給油規定違反で失格となる。
翌1984年は、ノンタイトルの菅生スプリントレースで初優勝。富士500kmでは日産エンジン搭載Cカーとして初めてとなる3位表彰台を獲得した。
なお、まったくの純粋なレーシングマシンながら、「日産フェアレディZC・コカコーラ」の名称でエントリーをしていた。フェアレディのイメージにするためにテールライトはZ31型フェアレディZのものを使用していた。